# 文化路 (鳳山區)
文化路（Wenhua Rd.）為高雄市鳳山區赤山地區的東西向道路，起於文苑街口，末端止於文化西路202巷、文福街口。本道路共分成兩個部份，青年路二段為分段點。

## 行經行政區域
- 鳳山區

## 分段
文化路共分為兩個部份：
- 文化路：東起於文苑街口，西於青年路二段口接文化西路。
- 文化西路：東於青年路二段口接文化路，過文建街口後逐漸彎向南方，南止於文化西路202巷、文福街口。

## 沿線設施
（由東至西）
- 文化路：
  - 高雄市立文山國小
  - 7-ELEVEN鳳文門市
  - 國立鳳山高級商工職業學校
  - 大潤發鳳山店
  - 迪卡儂高雄鳳山店
  - 萊爾富鳳山文鳳店
  - 高雄市鳳山區文華國小
  - 文華兒童公園
  - 全國電子鳳山文化門市
- 文化西路：
  - 全家便利商店鳳山文華店
  - 弘爺漢堡文化西店
  - 7-ELEVEN文建門市

## 公共自行車
- 高雄市公共自行車租賃系統：
  - 文華兒童公園：文化路/文雅街101巷(西北側)
  - 文享文化西路口：文享街/文化西路(東北側)

## 相關連結
- 高雄市主要道路列表